# Seleção Samoana de Futebol Feminino
A Seleção Samoana de Futebol Feminino é a representante do país nas competições futebolísticas femininas. Ela é controlada pela Federação de Futebol de Samoa (FFS), entidade que é filiada a Confederação de Futebol da Oceania.
Em três participações no campeonato continental, possui seu melhor desempenho em 2003, quando terminou em quarto lugar e conquistou sua única vitória na competição. A seleção nunca se classificou para um campeonato mundial, tanto com a seleção principal, quanto com as seleções de bases. Samoa também não participou de nenhum evento futebolístico nos Jogos Olímpicos.
A seleção também já disputou 3 edições dos Jogos do Pacífico, tendo como melhor resultado segundo lugar com a medalha de prata na edição de 2019.

## História

### Campeonato da Oceania de Futebol Feminino
Em campeonatos continentais organizados pela Confederação de Futebol da Oceania (OFC), a seleção samoana participou de três edições. Na sua primeira participação, em 1998, obteve duas derrotas em seus dois jogos da fase de grupo (21–0 contra a Nova Zelândia e 5–0 contra Fiji). Na edição seguinte, na Austrália, Samoa foi facilmente superada pelas anfitriãs (19–0), perdendo também para Nova Zelândia e Papua-Nova Guiné, mas conquistou sua primeira vitória contra Ilhas Cook.
Em 2018, a equipe voltou a participar do torneio após três edições ausente. Nesta ocasião, Samoa terminou no último lugar de seu grupo, conquistando apenas um ponto.

#### Desempenho por edições
| Campeonato da Oceania de Futebol Feminino | Campeonato da Oceania de Futebol Feminino | Campeonato da Oceania de Futebol Feminino | Campeonato da Oceania de Futebol Feminino | Campeonato da Oceania de Futebol Feminino | Campeonato da Oceania de Futebol Feminino | Campeonato da Oceania de Futebol Feminino | Campeonato da Oceania de Futebol Feminino | Campeonato da Oceania de Futebol Feminino | Campeonato da Oceania de Futebol Feminino |
| Ano                                       | Resultado                                 | PJ                                        | V                                         | E                                         | D                                         | GM                                        | GC                                        | SG                                        |                                           |
| ----------------------------------------- | ----------------------------------------- | ----------------------------------------- | ----------------------------------------- | ----------------------------------------- | ----------------------------------------- | ----------------------------------------- | ----------------------------------------- | ----------------------------------------- | ----------------------------------------- |
| 1983                                      | Não participou                            | Não participou                            | Não participou                            | Não participou                            | Não participou                            | Não participou                            | Não participou                            | Não participou                            |                                           |
| 1986                                      | Não participou                            | Não participou                            | Não participou                            | Não participou                            | Não participou                            | Não participou                            | Não participou                            | Não participou                            |                                           |
| 1989                                      | Não participou                            | Não participou                            | Não participou                            | Não participou                            | Não participou                            | Não participou                            | Não participou                            | Não participou                            |                                           |
| 1991                                      | Não participou                            | Não participou                            | Não participou                            | Não participou                            | Não participou                            | Não participou                            | Não participou                            | Não participou                            |                                           |
| 1994                                      | Não participou                            | Não participou                            | Não participou                            | Não participou                            | Não participou                            | Não participou                            | Não participou                            | Não participou                            |                                           |
| 1998                                      | Terceiro lugar (Grupo A)                  | 2                                         | 0                                         | 0                                         | 2                                         | 0                                         | 26                                        | –26                                       |                                           |
| 2003                                      | Quarto lugar                              | 4                                         | 1                                         | 0                                         | 3                                         | 3                                         | 39                                        | –36                                       |                                           |
| 2007                                      | Não participou                            | Não participou                            | Não participou                            | Não participou                            | Não participou                            | Não participou                            | Não participou                            | Não participou                            |                                           |
| 2010                                      | Não participou                            | Não participou                            | Não participou                            | Não participou                            | Não participou                            | Não participou                            | Não participou                            | Não participou                            |                                           |
| 2014                                      | Não participou                            | Não participou                            | Não participou                            | Não participou                            | Não participou                            | Não participou                            | Não participou                            | Não participou                            |                                           |
| 2018                                      | Quarto lugar (Grupo A)                    | 3                                         | 0                                         | 1                                         | 2                                         | 5                                         | 12                                        | −7                                        |                                           |

## Categorias de base

### Sub-20
Incluindo a categoria sub-19 e sub-18, a seleção de Samoa participou de cinco edições do Campeonato Feminino Sub-19 da OFC. Em sua estreia, na primeira edição do torneio, obteve um bom desempenho e conquistou o quarto lugar. Naquela ocasião, Samoa classificou-se da primeira fase com uma vitória (2 a 1 sobre Fiji), um empata (2 a 2 contra Samoa Americana) e uma derrota (10 a 0 para a Nova Zelândia). Nos confrontos eliminatórios, voltou a ser goleada na semifinal, desta vez para a Austrália, e encerrou a competição perdendo a disputa pelo terceiro lugar para Tonga. Após não participar da segunda edição, Samoa voltou a conquistar o quarto lugar em 2006; na ocasião, classificou-se da primeira fase vencendo todos os jogos, incluindo uma vitória contra a seleção de Papua-Nova Guiné. No entanto, perdeu a semifinal e o jogo do terceiro lugar.
Em sua terceira participação, em 2012, Samoa terminou no último lugar dentre os quatro participantes, obtendo duas derrotas e um empate em sua campanha. Em contraste, conquistou o vice campeonato na edição de 2015. Em 2017, porém, obteve um desempenho ruim e terminou em penúltimo lugar.

#### Desempenho por edições
| Campeonato Feminino Sub-19 da OFC | Campeonato Feminino Sub-19 da OFC | Campeonato Feminino Sub-19 da OFC | Campeonato Feminino Sub-19 da OFC | Campeonato Feminino Sub-19 da OFC | Campeonato Feminino Sub-19 da OFC | Campeonato Feminino Sub-19 da OFC | Campeonato Feminino Sub-19 da OFC | Campeonato Feminino Sub-19 da OFC | Campeonato Feminino Sub-19 da OFC |
| Ano                               | Resultado                         | PJ                                | V                                 | E                                 | D                                 | GM                                | GC                                | SG                                |                                   |
| --------------------------------- | --------------------------------- | --------------------------------- | --------------------------------- | --------------------------------- | --------------------------------- | --------------------------------- | --------------------------------- | --------------------------------- | --------------------------------- |
| 2002                              | Quarto lugar                      | 4                                 | 1                                 | 1                                 | 2                                 | 4                                 | 15                                | −11                               |                                   |
| 2004                              | Não participou                    | Não participou                    | Não participou                    | Não participou                    | Não participou                    | Não participou                    | Não participou                    | Não participou                    |                                   |
| 2006                              | Quarto lugar                      | 5                                 | 3                                 | 0                                 | 2                                 | 10                                | 7                                 | +3                                |                                   |
| 2010                              | Não participou                    | Não participou                    | Não participou                    | Não participou                    | Não participou                    | Não participou                    | Não participou                    | Não participou                    |                                   |
| 2012                              | Último lugar                      | 3                                 | 0                                 | 1                                 | 2                                 | 2                                 | 18                                | −16                               |                                   |
| 2014                              | Não participou                    | Não participou                    | Não participou                    | Não participou                    | Não participou                    | Não participou                    | Não participou                    | Não participou                    |                                   |
| 2015                              | Segundo lugar                     | 4                                 | 1                                 | 2                                 | 1                                 | 12                                | 18                                | −6                                |                                   |
| 2017                              | Quinto lugar                      | 5                                 | 0                                 | 3                                 | 2                                 | 4                                 | 11                                | −7                                |                                   |
| / 2019                            | Ainda não disputado               | Ainda não disputado               | Ainda não disputado               | Ainda não disputado               | Ainda não disputado               | Ainda não disputado               | Ainda não disputado               | Ainda não disputado               |                                   |

### Sub-17
No Campeonato Feminino Sub-16/17, a seleção de Samoa participou de duas edições. Em sua estreia, na edição de 2016, acabou sendo eliminada na fase de grupos. No campeonato seguinte, em 2017, tornou-se a cair na primeira fase, mas conquistou sua primeira vitória contra o Taiti.

#### Desempenho por edições
| Campeonato Feminino Sub-17 da OFC | Campeonato Feminino Sub-17 da OFC | Campeonato Feminino Sub-17 da OFC | Campeonato Feminino Sub-17 da OFC | Campeonato Feminino Sub-17 da OFC | Campeonato Feminino Sub-17 da OFC | Campeonato Feminino Sub-17 da OFC | Campeonato Feminino Sub-17 da OFC | Campeonato Feminino Sub-17 da OFC | Campeonato Feminino Sub-17 da OFC |
| Ano                               | Resultado                         | PJ                                | V                                 | E                                 | D                                 | GM                                | GC                                | SG                                |                                   |
| --------------------------------- | --------------------------------- | --------------------------------- | --------------------------------- | --------------------------------- | --------------------------------- | --------------------------------- | --------------------------------- | --------------------------------- | --------------------------------- |
| 2010                              | Não participou                    | Não participou                    | Não participou                    | Não participou                    | Não participou                    | Não participou                    | Não participou                    | Não participou                    |                                   |
| 2012                              | Não participou                    | Não participou                    | Não participou                    | Não participou                    | Não participou                    | Não participou                    | Não participou                    | Não participou                    |                                   |
| 2016                              | Quarto lugar (Grupo A)            | 3                                 | 0                                 | 0                                 | 3                                 | 1                                 | 20                                | −19                               |                                   |
| 2017                              | Terceiro lugar (Grupo A)          | 3                                 | 1                                 | 0                                 | 2                                 | 4                                 | 14                                | −10                               |                                   |
| 2019                              | Ainda não disputado               | Ainda não disputado               | Ainda não disputado               | Ainda não disputado               | Ainda não disputado               | Ainda não disputado               | Ainda não disputado               | Ainda não disputado               |                                   |